# Jõelähtme (Fluss)
Der Fluss Jõelähtme (estnisch Jõelähtme jõgi) fließt im Norden Estlands im Kreis Harju. Andere Namen des Flusses sind Raasiku jõgi und Jõelehtme jõgi, und historisch baltendeutsch Kostiferscher Bach.
Der Fluss entspringt in einem Waldgebiet am südwestlichen Rand des Dorfes Rasivere in der Landgemeinde Anija. Beim Dorf Kostivere (Landgemeinde Jõelähtme) fließt der Fluss über eine Länge von 2,5 km unterirdisch. Er mündet in den Fluss Jägala, etwa 100 m unterhalb des berühmten Wasserfalls.
Der Fluss Jõelähtme ist 46 km lang. Sein Einzugsgebiet umfasst 321 km².